# Didier Berthet
Pour les articles homonymes, voir Berthet.
Didier Berthet, né le 11 juin 1962 à Boulogne-Billancourt et mort le 8 septembre 2023 à Portieux, est un prélat catholique français, évêque de Saint-Dié de 2016 à sa mort.

## Biographie

### Conversion et formation
Baptisé dans l'Église réformée de France, Didier Berthet reçoit une éducation calviniste. Adolescent, il est scolarisé au collège catholique Saint-Jean-de-Béthune à Versailles (1975-1980). À la fin du lycée, souhaitant devenir pasteur, il réfléchit à ce qu'est l'Église et en vient à l'idée que l'Église catholique est héritière de la foi et de la succession des apôtres. En 1980, alors que le pape Jean-Paul II est en France, il participe à une rencontre avec les jeunes et découvre « le mystère de l'Église autour [du pape], comme successeur de Pierre. Sa personne étant le garant d'une Église qui vient des origines et d'une Église universelle ». Alors qu'il étudie à l'Institut d’études politiques de Paris (1980-1983), il rejoint l'Église catholique en 1983.
Il entre ensuite au Séminaire pontifical français de Rome (1987-1993) et à l'Université grégorienne de Rome (1987-1993), où il obtient un baccalauréat en théologie (1991) et une licence en droit canonique (1993).

### Principaux ministères

#### Diocèse de Nanterre
Ordonné prêtre le 27 juin 1992 pour le diocèse de Nanterre, Didier Berthet est nommé dans les paroisses de Rueil-Malmaison, Antony, Nanterre et Issy-les-Moulineaux.
À Rueil-Malmaison, il est vicaire à la paroisse Saint-Pierre-et-Saint-Paul en 1993-1994, responsable de l'aumônerie de l'enseignement public de 1993 à 1998, curé de la paroisse Saint-Joseph de Buzenval.
À Antony (1998-2006), il est curé de la paroisse Saint-Saturnin (1998-2006) ; chargé de l’accompagnement des séminaristes (2001-2006) ; vicaire épiscopal du secteur sud de Nanterre et membre du conseil épiscopal (2003-2006) ; administrateur de la paroisse Saint-Maxime (2005-2006).
Il est nommé chancelier du diocèse de Nanterre, membre du conseil épiscopal et de l’équipe animatrice du séminaire Saint-Sulpice à Issy-les-Moulineaux (2006-2007), avant d'en devenir le supérieur (2007-2016).

#### Évêque de Saint-Dié
Nommé évêque de Saint-Dié le 15 juin 2016 par le pape François, il est sacré le 4 septembre 2016 par l'archevêque de Besançon Jean-Luc Bouilleret, assisté de l'évêque émérite de Saint-Dié Jean-Paul Mathieu (auquel il succède) et de l'évêque de Nanterre Michel Aupetit (son ancien supérieur hiérarchique).
Il est par ailleurs engagé dans le dialogue œcuménique avec les Églises orthodoxes. À ce titre, il est président du Conseil pour l'unité des chrétiens et les relations avec le judaïsme au sein de la Conférence des évêques de France depuis mars 2017, coprésident du Comité mixte catholique - luthéro-réformé de 2021 à 2023, membre du Conseil pour la communication en 2023.
Le 5 septembre 2022, le pape nomme l'évêque de Belfort-Montbéliard Denis Jachiet, administrateur apostolique du diocèse de Saint-Dié, le temps pour Didier Berthet de « suivre les soins que demande son état de santé ». Il retrouve pleinement sa charge le 26 février 2023.

### Mort
Atteint d'un cancer des os depuis deux ans, Didier Berthet meurt le 8 septembre 2023 à Portieux.
La messe des funérailles et son inhumation sont célébrées le 13 septembre 2023 en la cathédrale Saint-Dié sous la présidence de Jean-Luc Bouilleret, archevêque de Besançon, en présence notamment du nonce apostolique, Celestino Migliore. Le célébrant partage en début de cérémonie le message de condoléances du pape François, transmis par le cardinal secrétaire d'État Pietro Parolin. Didier Berthet repose dans le caveau des évêques à l'intérieur de l'édifice. 

## Pour approfondir